# Kirsna
Kirsna je řeka 2. řádu na jihu Litvy v okresech Lazdijai a Kalvarija, pravý přítok řeky Šešupė, do které se vlévá mezi vesmi Godūniškiai a Brukai, 5 km na východ od okresního města Kalvarija, v horní (západní) části rybníka Lakinskų tvenkinys, kterýn protéká, 244,7 km od jejího ústí do Němenu. Vytéká s jezera Rimietis u vsi Šilėnai, 8 km na sever od okresnáho města Lazdijai. Teče zpočátku směrem severním, u obce Naujoji Kirsna se stáčí k severozápadu, později k západu, po soutoku s Mockavėlė se stáčí k severu až do soutoku s Šešupė. Šířka říčního údolí je 500–600 m. Koryto řeky je místy regulováno, jeho šířka je nejčastěji 2 m. V létě zarůstá vodním rostlinstvem.  U vsi Turlojiškės byly roku 1930 opakovaně v 90. letech odhaleny archeologické nálezy ze starší doby bronzové, jeden z kosterních nálezů je datován 1892 před n. l. 

## Přítoky
- Přítoky jezera Rimietis:

| Hydrologické pořadí | Řeka           | Délka (km) | Povodí (km²) | Ústí kde       | Koordináty ústí                  |
| ------------------- | -------------- | ---------- | ------------ | -------------- | -------------------------------- |
| 15010121            | R - 1          | 4,1        | 11,1         | Neravai        | 54°17′25″ s. š., 23°29′54″ v. d. |
| 15010122            | Balinė         | 12,7       | 21,8         | Rimietis (ves) | 54°17′40″ s. š., 23°31′1″ v. d.  |
| 15010123            | Raišupis       | 12,9       | 94,8         | Rimietis (ves) | 54°17′40″ s. š., 23°30′59″ v. d. |
| 15010120            | Kirsna – odtok | 28,1       | 457,8        | Šilėnai        | 54°18′10″ s. š., 23°30′20″ v. d. |

- Levé:

| Hydrologické pořadí | Řeka                  | Délka (km) | Povodí (km²) | Vzdálenost od ústí (km) | Ústí kde    | Koordináty ústí                  |
| ------------------- | --------------------- | ---------- | ------------ | ----------------------- | ----------- | -------------------------------- |
| 15010125            | K - 1 (Krokšliaravis) | 6,0        | 18,3         | 20,3                    | Kirsnelė    | 54°20′49″ s. š., 23°26′14″ v. d. |
|                     | Maišimų upelis        |            |              |                         | Natalina    | 54°20′58″ s. š., 23°25′0″ v. d.  |
| 15010129            | Strumbagalvė          | 11,7       | 40,0         | 12,9                    | Rūdelė      | 54°20′49″ s. š., 23°20′51″ v. d. |
| 15010131            | Mockavėlė             | 12,1       | 31,3         | 9,3                     | Rūdelė      | 54°20′40″ s. š., 23°17′58″ v. d. |
| 15010132            | Senupė                | 3,3        | 4,0          | 8,8                     | Palnyčia    | 54°20′56″ s. š., 23°17′43″ v. d. |
| 15010133            | Gasda                 | 14,4       | 112,8        | 5,1                     | Tabarauskai | 54°22′35″ s. š., 23°17′16″ v. d. |

- Pravé:

| Hydrologické pořadí | Řeka  | Délka (km) | Povodí (km²) | Vzdálenost od ústí (km) | Ústí kde | Koordináty ústí |
| ------------------- | ----- | ---------- | ------------ | ----------------------- | -------- | --------------- |
| 15010127            | K - 2 | 7,1        | 23,0         | 14,7                    |          |                 |

## Jazykové souvislosti
Název je jotvingského původu, od slova kirsnan – černý. Podle řeky dostalo jméno několik sídel v blízkosti řeky: Aštrioji Kirsna, Didžioji Kirsna, Naujoji Kirsna; historický název Kirsna: v Kirsně měl sídlo legendární kníže Algimantas, zde pobýval v letech 1192–1205, později Kirsnu v historických análech zmiňují křižáci. V těch dobách tvořila řeka hranici mezi Litevci a Jotvingy, které křižáci zatlačovali z jejich území na území litevská. 